# 太陽の会
社会福祉法人 太陽の会（しゃかいふくしほうじんたいようのかい）は、岐阜県美濃加茂市に本部を置く、障がい者の支援を行う社会福祉法人。

## 施設
- 社会福祉法人・太陽の会
  - 障がい福祉サービス事業所・太陽の家
  - 共同生活介護事業所
  - 共同生活援助事業所・ケアホームひだまり
  - 福祉の店・サンサンショップ

## 沿革
- 昭和40年代 - 不自由児者父母が会を始める。
- 1982年（昭和57年）3月 - 身体障害者作業所「太陽の家」設立
- 1982年（昭和57年）4月 - 利用者3名でスタートする。
- 1985年（昭和60年）4月 - 太陽の家運営委員会設立
- 1989年（平成元年）4月 - 現在の自主製品のひとつである石けん作りを始める。
- 1991年（平成3年）10月 - 福祉の店・サンサンショップ設立
- 1993年（平成5年）6月 - 現在の自主製品の主力であるEMボカシ試作を始める。
- 1994年（平成6年）2月 - 　EMボカシ作りを始める。
- 1995年（平成7年）4月 - ふれあいホーム「にこにこハウス」開所
- 1999年（平成11年）4月 - 岐阜県授産事業振興センター（現・セルプ支援センタ一）中濃地区販売促進拠恵施設を受ける。
- 2000年（平成12年）3月 - ボカシ作業場新築
- 2001年（平成13年）6月 - 法人認可を受ける。「社会福祉法人太陽の会」設立
- 2001年（平成13年）7月 - 第1種社会福祉事業・知的障害者小規模通所授産施設「太陽の家」発足
- 2002年（平成14年）2月 - 石けん作業場を新築
- 2002年（平成14年）12月 - ミニプラントによる粉石けんの製造を始める。
- 2004年（平成16年）9月 - 粉石けん、JIS規格K3303取得
- 2006年（平成18年）3月 - グループホーム「ひだまり」竣工式
- 2006年（平成18年）4月 - 第2種社会福祉事業・知的障害者地域生活援助事業施設「ひだまり」の設置運営を始める。
- 2006年（平成18年）10月 - 共同生活介護専業所ケアホーム「ひだまり」に移行する。
- 2007年（平成19年）7月 - 障がい福祉サービス事業所「太陽の家」に移行する。

## 所在地
- 岐阜県美濃加茂市蜂屋町下蜂屋2130番地3